# Leonhard Schanzenbach
Leonhard Schanzenbach (* 12. Oktober 1852 in Mingolsheim (Ortsteil von Bad Schönborn), Baden-Württemberg; † 23. Juni 1938 in Freiburg im Breisgau) war ein deutscher katholischer Geistlicher, Rektor des erzbischöflichen Gymnasialkonvikts und Gymnasialprofessor am Berthold-Gymnasium in Freiburg.

## Leben

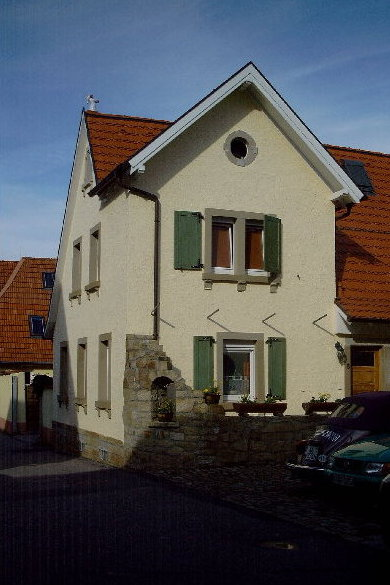
Geburtshaus

Leonhard Schanzenbach wurde als dreizehntes von fünfzehn Kindern des Nagelschmiedes Leonard Schanzenbach und seiner ersten Frau Apollonia geb. Heinzmann in Mingolsheim geboren. Sein älterer Bruder Stefan Schanzenbach (1847–1876) war ebenfalls Seelsorger und dürfte ihn in seinem Werdegang beeinflusst haben. Das Geburtshaus der Schanzenbach-Kinder steht heute noch in der Rettigheimer Gasse.
Schanzenbach besuchte das Gymnasium in Bruchsal und in Rastatt. Ab 1873 studierte er Theologie an der Universität Freiburg. Als am Schluss des ersten Studienjahres das theologische Konvikt infolge des badischen Kulturkampfes geschlossen wurde, begab sich Schanzenbach nach der Universität Würzburg, wo Gelehrte wie Josef Hergenröther und Franz Hettinger Zuhörer aus ganz Deutschland um ihre Katheder sammelten. Am 19. Juli 1877 empfing er in St. Peter die Priesterweihe. Die erste Stelle fand der Neugeweihte an der Lenderschen Anstalt in Sasbach. 1879 begab er sich nach Heidelberg um sich dort auf das philologische Examen vorzubereiten, wurde aber bald als Geistlicher Lehrer und Seelsorger für das Militär nach Freiburg berufen.
Auf Wunsch des Erzbischofs Lothar von Kübel gründete er im alten Knabenseminar im Jahre 1881 ein Pensionat für auswärtige Schüler, das so gut besucht war, dass schon nach zwei Jahren sich die Notwendigkeit eines größeren Neubaues ergab. Durch die Erzbischof-Hermann von Vicari- und Kohler Stiftung sollte dieser Bau finanziert werden. So wurde an der Zähringer Straße gegenüber dem Mutterhaus von 1882 bis 1885 ein stattliches Gebäude errichtet, welches der geistliche Lehrer Schanzenbach pachtete und mit ungefähr zweihundert Gymnasiasten während der Weihnachtsferien 1885 bezog. Ebenfalls im Jahr 1885 wurde er als Ehrenmitglied in die KDStV Hercynia Freiburg im Breisgau aufgenommen. Im folgenden Jahr (1886) zum Professor ernannt, sah er jedes Jahr eine größere Anzahl seiner Schüler nicht unter den letzten als Abiturienten und in den unteren und mittleren Klassen als Preisträger. Der Direktor des Gymnasiums sprach wiederholt seine Befriedigung aus über den Fleiß und die gute Haltung der Anstaltszöglinge. Im Jahre 1889 wurde die Anstalt erzbischöfliches Konvikt, der Vorstand Rektor. Der Rektor wurde beim silbernen Jubiläum seiner Anstalt zum Geistlichen Rat und bei der Eröffnung der neuen Universität im Jahre 1911 zum „Doktor theologiae honoris causa“ ernannt. 1896 wurde er zudem Ehrenmitglied im Unitas-Verband. Auch die nach einigen Jahren erfolgte Ernennung zum großherzoglichen Studienrat sollte eine Anerkennung seiner Leistungen unter der studierenden Jugend sein. Am Ende des Ersten Weltkriegs machte der Rektor mit mehreren seiner Kollegen den aus dem Krieg heimkehrenden jüngeren Kräften Platz und ließ sich als Professor am Gymnasium pensionieren. 1927 feierte er unter großer Teilnahme seiner Schüler das goldene Priesterjubiläum. Bei diesem Anlass ernannte ihn Papst Pius XI. zum päpstlichen Hausprälaten. 1929 legte der Jubilar ein Gesuch um Enthebung von seinem Amte vor und schied Ostern 1929 aus dem Amt, das er nahezu vier Jahrzehnte verwaltet hatte. Am 8. Juli 1937 feierte er sein diamantenes Priesterjubiläum. Schanzenbach wurde nach seinem Tod ein knappes Jahr später im Jahre 1938 auf dem Mingolsheimer Friedhof beigesetzt.
Er wurde zum Ehrenbürger von Bad Mingolsheim ernannt und der Kirchenvorplatz ist nach ihm Prälat-Schanzenbach-Platz benannt worden.

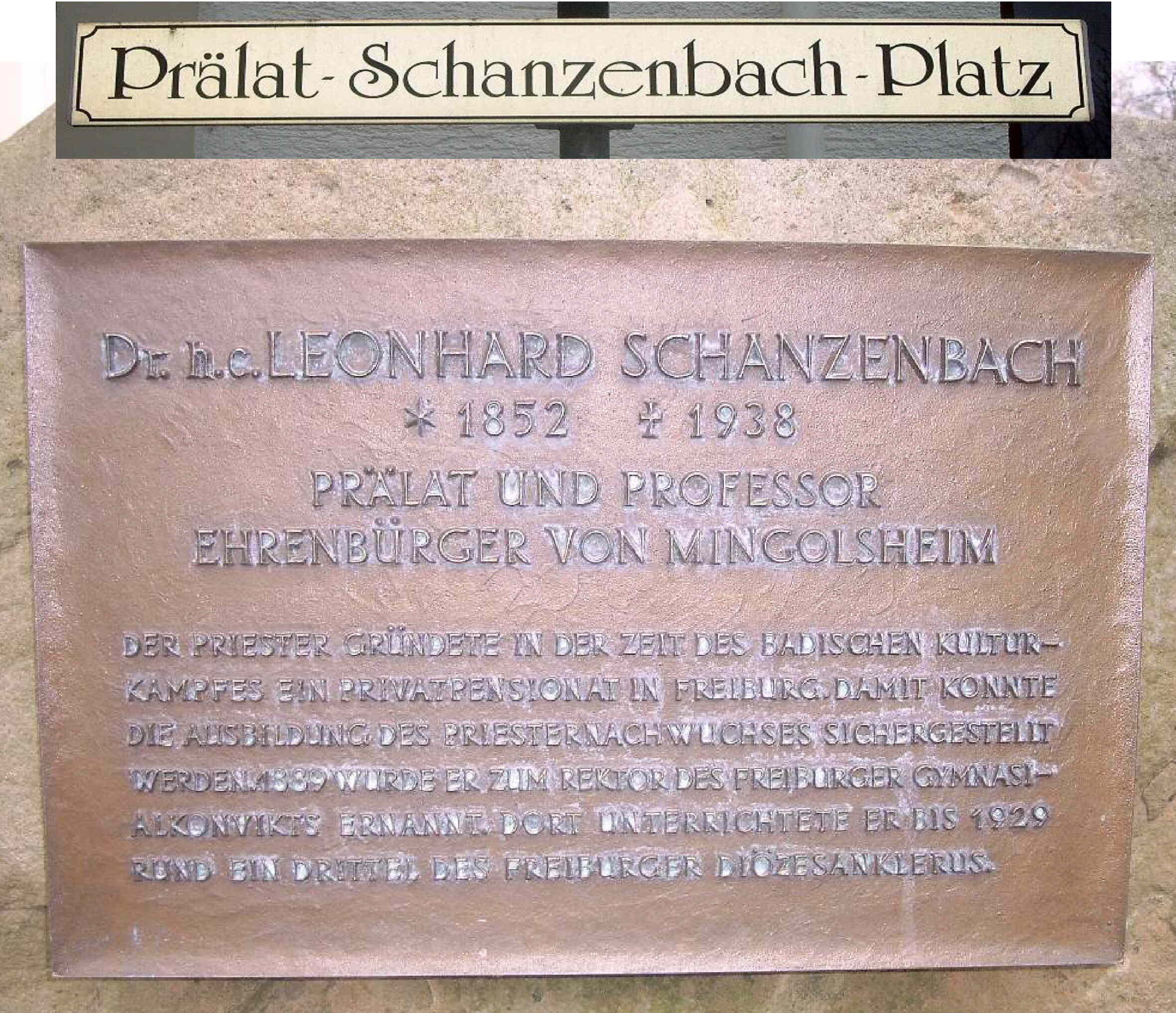
Gedenktafel beim Prälat-Schanzenbach-Platz
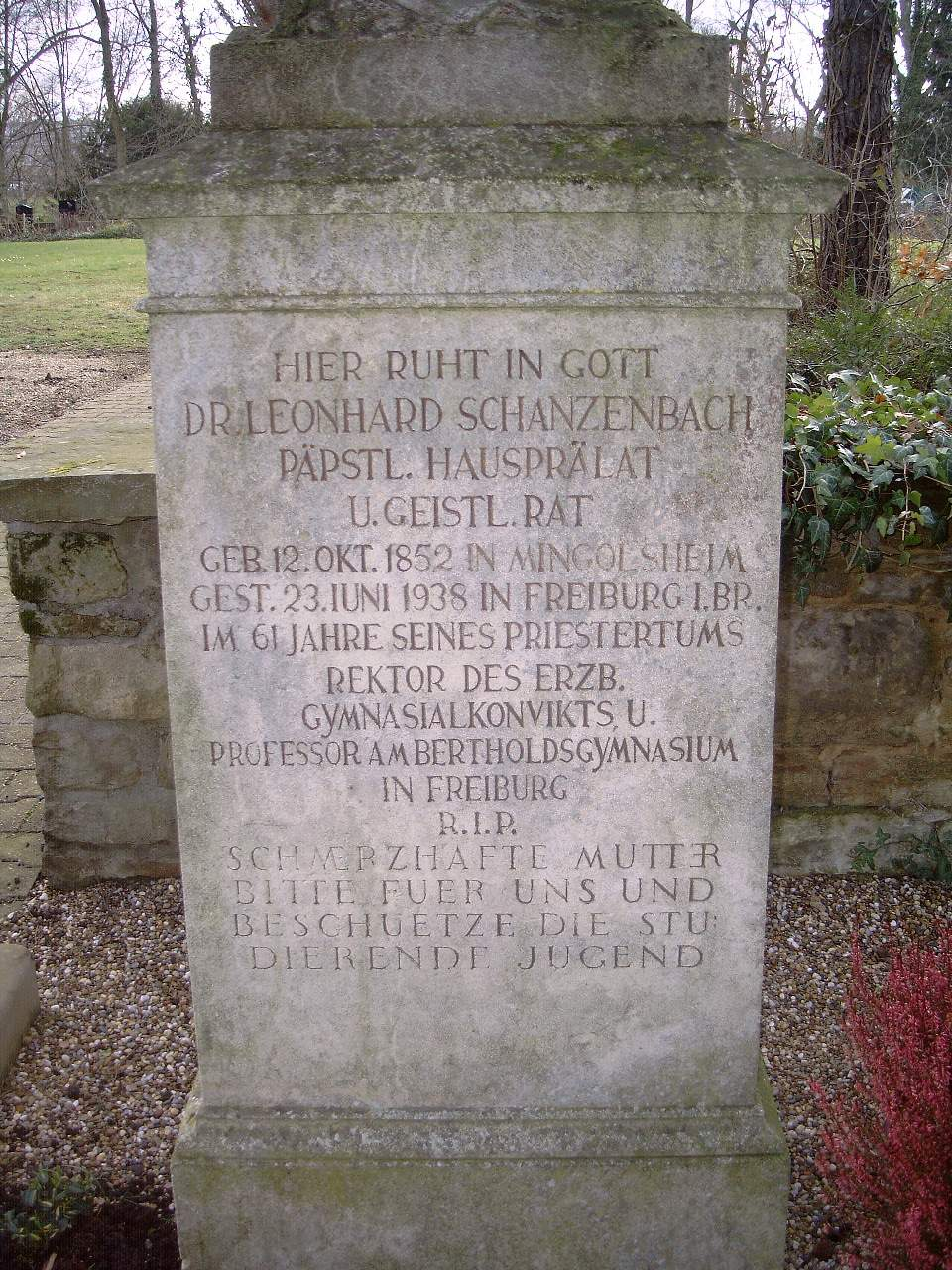
Grabsteininschrift von Leonhard Schanzenbach
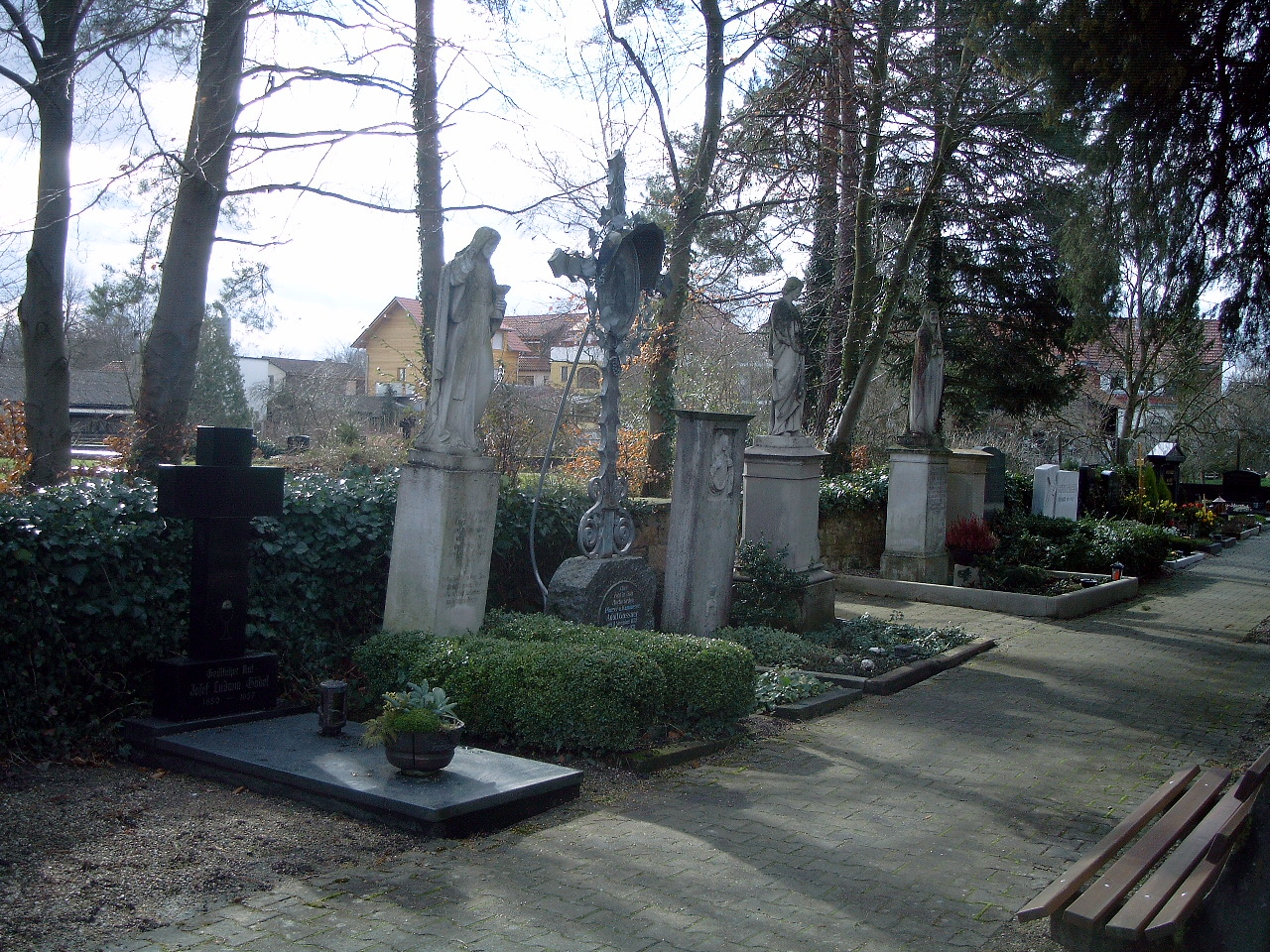
Priester-Gräberreihe; v. l. n. r. Göbel, Wüst, Gassner, Münch, Kuhn und Schanzenbach